# Weibeck (Hessisch Oldendorf)
Weibeck ist ein Ortsteil von Fischbeck, das zur Stadt Hessisch Oldendorf gehört. Es liegt im Weserbergland im Landkreis Hameln-Pyrmont. Weibeck wird erstmals im Jahr 1015 in den Mönchslisten des Klosters Corvey schriftlich erwähnt.

## Sehenswürdigkeiten
Die romanische Lukas-Kirche ist eine Wehrkirche, die vermutlich aus dem 12. Jahrhundert stammt. Sie wurde 1331 erstmalig erwähnt, wird aber als älter eingeschätzt.
Das Gut Stau mit einem Herrenhaus im Stil der Weserrenaissance wurde im Jahr 1476 als Burgmannshof gegründet. Im 17. Jahrhundert lebte hier Jobst von Mengerssen. Er wurde bekannt durch seine Maßnahmen zur Abschnürung eines Weserarmes. Diese Veränderung führte zu wirtschaftlichen Einbußen in Oldendorf, das dadurch seinen direkten Zugang zur Weser verlor.

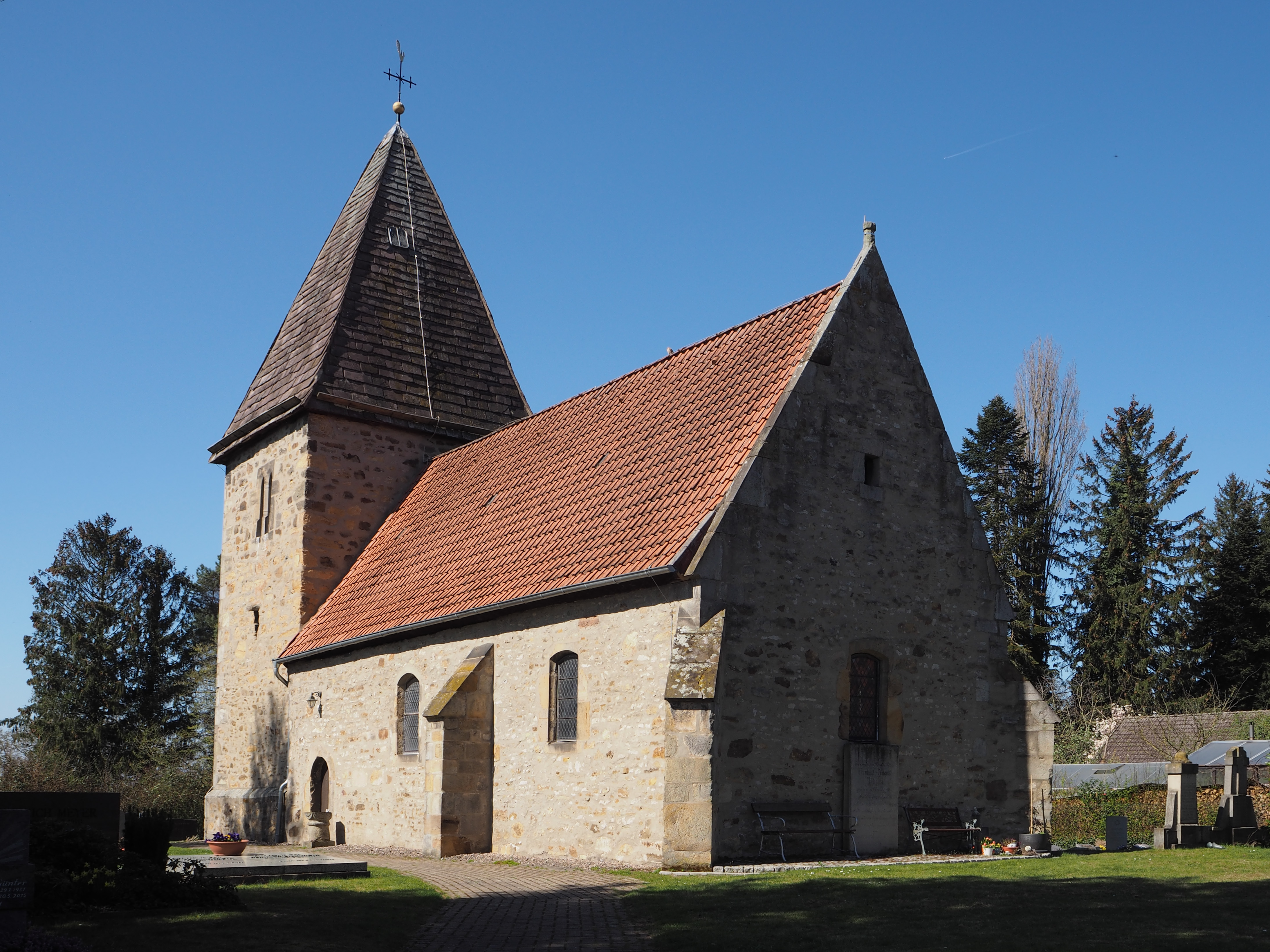
Lukas-Kirche
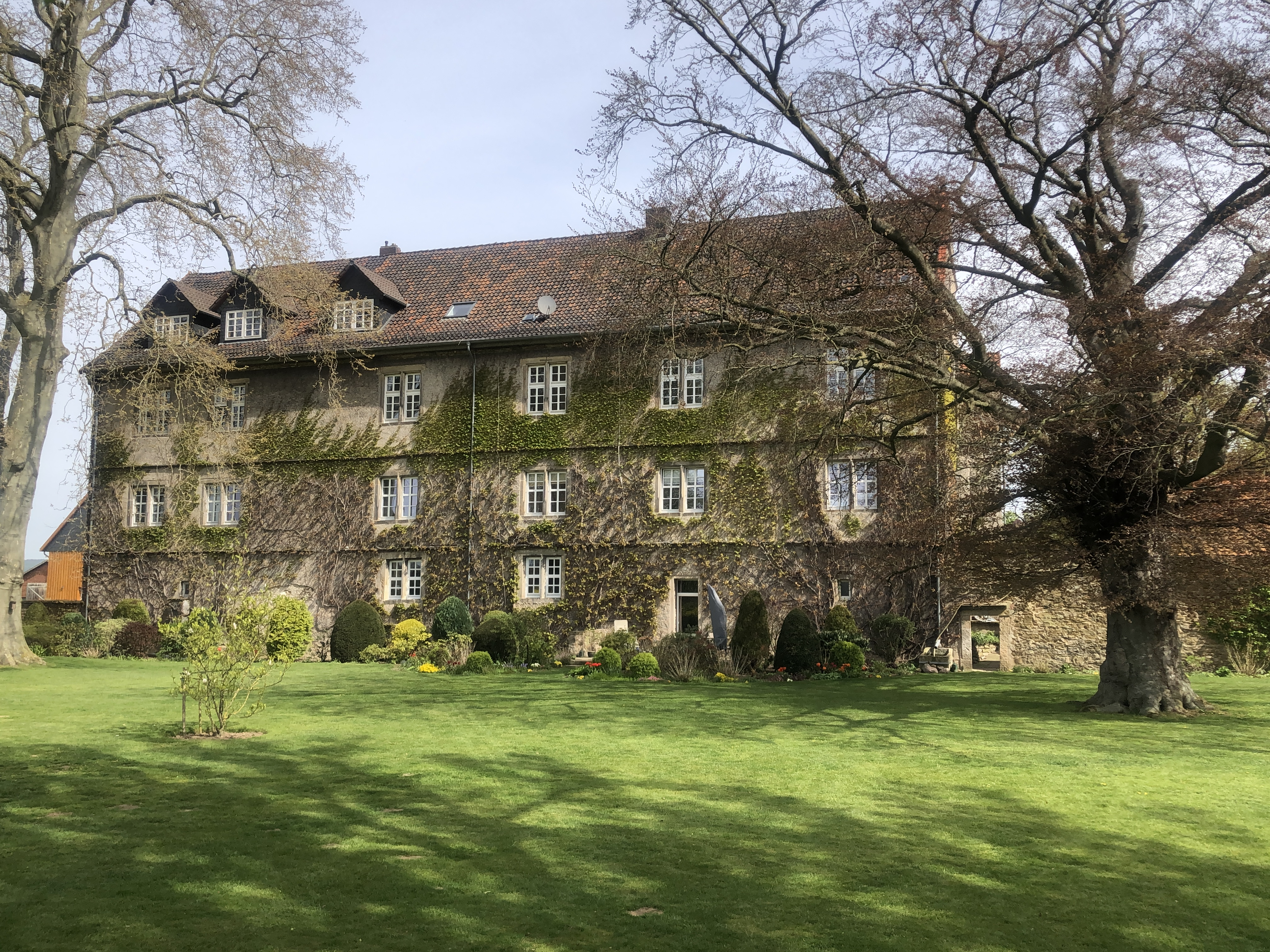
Herrenhaus von Rittergut Stau